# Tvor jazavci
Tvor jazavci (Melogale) rod su zvijeri potporodice jazavaca (Melinae) unutar porodice kuna (Mustelidae). U ovaj su rod svrstane četiri poznate vrste tvor jazavaca:
- Burmanski tvor jazavac, Melogale personata,
- Everettov tvor jazavac, Melogale everetti,
- Javanski tvor jazavac, Melogale orientalis,
- Kineski tvor jazavac, Melogale moschata.

Područje rasprostranjenosti tvor jazavaca proteže se od istočne Indije i središnjeg dijela Kine, Malezijskog poluotoka, Bornea i Balija. Njihova su staništa uglavnom šume, no moguće ih je pronaći i na otvorenim područjima.

## Obilježja
Tvor jazavci od drugih se jazavaca razlikuju po svom vitkom, duguljastom tijelu i bujnom repom, iako su udovi, kao u ostalih jazavaca, kratki i zbijeni. Boja njihova krzna varira do sive do tamnosmeđe, dok je trbuh u pravilu svjetliji. Karakteriziraju ih crnobijele oznake lica. Duljina tijela među vrstama varira od 33 do 43 centimetra, duljina repa od 15 do 23 centimetra, a težina između 1 do 3 kilograma.
U pravilu su noćne životinje. Tijekom dana povlače se u jazbine preuzete od drugih životinja. Tokom noći, odlaze u potragu za hranom, penjući se pritom i na drveće. Njihovo društveno ponašanje nije poznato, no pretpostavlja se kako žive samotnjačkim životom.
U njihovu prehranu ubrajaju se manji kralješnjaci (žabe, gušteri), kukci, crvi, kao i voće i drugi jestivi dijelovi biljaka.

## Drugi projekti
|  | Wikivrste imaju podatke o taksonu tvorovima jazavcima |